# فيصل البسام
فيصل البسام واسمه الكامل فيصل عبد الله البسام هو نبَّـال سعودي ولد في 30 نوفمبر 1965 م الموافق لـ 6 شعبان 1385 ه‍. شارك فيصل البسام في الألعاب الأولمبية الصيفية 1984 في رياضة النبالة صنف رجال فردي التي أقيمت في مدينة لوس أنجلوس الأمريكية عندما كان في عمره ثمانية عشر (18) سنة فقط وجاء في المركز الحادي والستين (61).

## الألعاب الأولمبية الصيفية 1984
جاءت مشاركة فيصل البسام في الألعاب الأولمبية الصيفية 1984 في إطار مشاركته في منتخب السعودية للنبالة الممثل للمملكة العربية السعودية رفقة زميليه منصور الحمد ويوسف جودة. شارك في صنف رجال فردي ودامت المشاركة يومي 8 و10 غشت 1984 حصل فيها فيصل البسام على المركز الحادي والستين (61) أي المركز ما قبل الأخير بمجموع نقاط 1,993.
| الجولة         | المسافة | الترتيب | النقاط |
| -------------- | ------- | ------- | ------ |
| الجولة الأولى  | 30 متر  | 57      | 314    |
| الجولة الأولى  | 50 متر  | 61      | 253    |
| الجولة الأولى  | 70 متر  | 59      | 257    |
| الجولة الأولى  | 90 متر  | 61      | 167    |
| الجولة الأولى  | النتيجة | 61      | 991    |
| الجولة الثانية | 30 متر  | 61      | 294    |
| الجولة الثانية | 50 متر  | 56      | 265    |
| الجولة الثانية | 70 متر  | 59      | 261    |
| الجولة الثانية | 90 متر  | 61      | 182    |
| الجولة الثانية | النتيجة | 59      | 1,002  |

| المسافة          | الترتيب | النقاط |
| ---------------- | ------- | ------ |
| 30 متر           | 60      | 608    |
| 50 متر           | 60      | 518    |
| 70 متر           | 59      | 518    |
| 90 متر           | 61      | 349    |
| النتيجة النهائية | 61      | 1,993  |

## روابط خارجية
- فيصل البسام على موقع أوليمبيديا (الإنجليزية)